# Земо-Хорхи
Земо-Хорхи (груз. ზემო ხორხი) — село в Грузии, в муниципалитете Душети края Мцхета-Мтианети. 

## География
Село расположено в северной части края, в 30 километрах по прямой к северо-востоку от центра муниципалитета Душети. Высота центра — 1440 метров над уровнем моря.

## Население
По данным переписи населения 2014 года, в селе проживало 22 человека.
| Год  | Население |
| ---- | --------- |
| 2002 | 64        |
| 2014 | 22        |